# 浦野理一
浦野理一（うらの りいち、1901年4月22日-1991年）は、日本の染織研究家、染織プロデューサー。飛鳥時代から江戸末期までの染織物数万点を収集して研究し、作品づくりや著作に反映させた。そのコレクションは日本で唯一ともいわれた。雑誌『ミセス』誌上で長期にわたって連載を持ち、小津安二郎の映画では衣装を担当した。

## 経歴
1901年4月22日、群馬県高崎市にて、父・彦三郎、母・たきの長男として生まれる。美に敏感で、小学生の頃からきものに興味を持ちはじめた。東京・神田の錦城商業学校を卒業し、1918年（大正7年）、日本橋白木屋（元東急百貨店日本橋店）に入社し、呉服部に勤めた。染織研究のためのきものやボロきれ集めに熱中し、古着屋や骨董屋を巡って月給の大半を注ぎ込んだ。1933年（昭和8年）長野県下諏訪町で浦野繊維工業を創業。浮世絵で描かれるきものの柄の美しさに魅了され、喜多川歌麿、歌川豊国、葛飾北斎らの浮世絵の収集にも手を広げた。
1954年（昭和29年）から19年間にわたって北鎌倉の東慶寺で作品展「帯ときものの会」を開き、市民や文化人、外国人の注目を集め、鎌倉の年中行事とも言われるほどだった。
1957年（昭和32年）、芸術部門で民芸織物の収集と研究が評価され、第6回神奈川文化賞を受賞した。
1958年、小津安二郎初のカラー作品『彼岸花』に浦野のきものが使われた。クレジットには「衣装考撰　浦野繊維染織研究部」と記載された。『秋日和』（1960年）、『小早川家の秋』（1961年）、『秋刀魚の味』（1962年）でも浦野のきものが使われ、クレジットにはいずれも「衣装考撰　浦野染織研究所」と記載された。浦野が小津と知り合ったのは、小津の母との縁だと浦野自身が述べている。
1959年に出版された『幸田文全集』（中央公論社）では、表紙に浦野の手織木綿が用いられた。茶と薄鼠の子持ち格子は「幸田格子」と命名された
。雑誌『婦人公論』に掲載された全集の広告には「装本・浦野理一」「布地製作浦野繊維工業」の記載があり、「戦後出版界最高の造本」、「その内容に最もふさわしい芸術的造本」と紹介され、「幸田格子」の原寸大の写真も掲載された。
1962年、北鎌倉に「浦野染織研究所」を設立した。
1963年から90歳で亡くなる1991年まで、雑誌『ミセス』誌上できものページを担当した。
1991年に死去。菩提寺は東慶寺。
息子の範雄に「国産の繭が作られなくなったら、糸も駄目になるから廃業しなさい」と遺言した。
浦野のコレクションや資料は範雄に引き継がれたが、真綿を紡いで作る節のある糸「瓢箪糸」が手に入らなくなったため工房は閉じられた。 
膨大な資料は銀座のきもの店「灯屋2」に受け継がれた。
2020年には、浦野の裂を継いで新たなきものや帯をつくって展示販売する「継ぎ裂」展が開催された。

## 作風
浦野は紬や友禅、紅型など幅広い作品を手掛けた。
紬は長野・下諏訪の染織研究所で、染めは北鎌倉の自宅兼工房に抱えた職人によって制作された。
節のある糸で織った「経節紬（たてふしつむぎ）」が浦野の代名詞だった。
小津映画や雑誌『ミセス』で浦野の作品が知られるようになると、無地の経節紬に縮緬の友禅を合わせるといった、モダンで新しい組み合わせが人気を博し、コピー商品が出回るほどだった。
浦野のきものは「文人好み」と言われ、大佛次郎、里見弴、前田青邨、小倉遊亀といった鎌倉文化人やその妻たちに支持された。

## 家族・親族
- 妻 光江（ - 1999年1月）[20]

- 長男 浦野康夫（ - 1997年1月1日）写真家[21]

- 息子 浦野範雄[16]

## 著作
- 浦野理一『日本のきもの 浦野理一染織抄』（限定版）文化服装学院出版局、1966年。 NCID BN1006057X。
- 浦野理一 編『名物裂』（限定版）文化服装学院出版局、1969年。 NCID BN13766370。
- 浦野理一『時代裂縞百撰』（限定版）文化出版局、1971年。 NCID BA39247184。
- 浦野理一『万華譜 浦野理一染織抄』文化出版局、1971年。 NCID BN07649055。
- 浦野理一 編『唐桟』（限定1500部）文化出版局、1972年。 NCID BN14264287。
- 浦野理一染織・解説『唐草』（限定版）文化出版局、1972年。 NCID BN13105903。
- 浦野理一『日本染織総華 1 友禅』文化出版局、1972年。 NCID BN09109842。
- 浦野理一『日本染織総華 2 更紗』文化出版局、1972年。 NCID BN09110025。
- 浦野理一『日本染織総華 3 絣』文化出版局、1973年。 NCID BN09148651。
- 浦野理一『日本染織総華 4 唐草・印花布』文化出版局、1973年。 NCID BN09148709。
- 浦野理一『日本染織総華 5 縞・格子』文化出版局、1973年。 NCID BN09148742。
- 浦野理一『日本染織総華 6 小袖』文化出版局、1974年。 NCID BN09148775。
- 浦野理一『日本染織総華 7 小紋』文化出版局、1974年。 NCID BN09148822。
- 浦野理一『日本染織総華 8 金襴・緞子』文化出版局、1974年。 NCID BN09148877。
- 浦野理一『日本染織総華 9 紅型・藍型』文化出版局、1975年。 NCID BN09148913。
- 浦野理一『日本染織総華 10 刺繡』文化出版局、1975年。 NCID BN09148968。
- 浦野理一『黄八丈』文化出版局、1975年。 NCID BA50389069。
- 浦野理一『染繍小袖』（限定版）文化出版局、1975年。 NCID BN1422174X。
- 浦野理一『名物裂宝覧』文化出版局、1976年。 NCID BA45334523。
- 浦野理一『江戸庶民の染織』毎日新聞社、1977年。 NCID BN07287952。
- 浦野理一『紅毛渡り江戸更紗』文化出版局、1977年。 NCID BN12088740。
- 浦野理一『現代日本のきもの』文化出版局、1978年。 NCID BN08478526。
- 浦野理一『千代紙友禅』文化出版局、1979年。 NCID BN14236011。
- 浦野理一『茶器名物寫集』（限定500部）毎日新聞社、1992年。 NCID BA49841614。

### 監修
- 文化服装学院出版局 編『ミセス全集 1 きもの通=和服篇』文化服装学院出版局、1968年。 NCID BA44435988。
- 浦野範雄 編『日本の色と紋様』毎日新聞社、1992年。 NCID BN07701100。
- 浦野範雄 編『江戸の紋様』毎日新聞社、1992年。 NCID BN0770187X。
- 浦野範雄 編『解説日本の色』毎日新聞社、1992年。 NCID BN07701847。

## 関連資料
- 『明治を偲ぶ錦絵展　浦野理一所蔵』野澤屋、1968年。明治100年野澤屋創業105年記念として1968年5月2日から5月7日まで横浜の野澤屋6階催場で開催された展示の図録
- 「浦野理一のきもの　四十年の美の系譜」『ミセス』第551号、文化出版局、2001年1月、大宅壮一文庫所蔵:200081583。
- 『七緒 vol.55』プレジデント社〈プレジデントムック〉、2018年。ISBN 978-4-8334-7731-4。「浦野理一の布物語」
- 『染織工芸家 浦野理一の仕事 小津映画のきもの帖　』katsura book、2023年。